# Strachovice (Dříteň)
Strachovice jsou malá vesnice, část obce Dříteň v okrese České Budějovice v Jihočeském kraji. Nachází se asi tři kilometry západně od Dřítně. Je zde evidováno 31 adres. V roce 2011 zde trvale žilo 73 obyvatel.
Strachovice leží v katastrálním území Záblatí o výměře 18,86 km².

## Historie
První písemná zmínka o vesnici pochází z roku 1386. V roce 1921 zde stálo 23 domů a žilo 153 obyvatel, všichni české národnosti.

## Obyvatelstvo
| Rok            | 1869 | 1880 | 1890 | 1900 | 1910 | 1921 | 1930 | 1950 | 1961 | 1970 | 1980 | 1991 | 2001 | 2011 | 2021 |
| -------------- | ---- | ---- | ---- | ---- | ---- | ---- | ---- | ---- | ---- | ---- | ---- | ---- | ---- | ---- | ---- |
| Počet obyvatel | 186  | 180  | 165  | 168  | 164  | 153  | 157  | 111  | 112  | 81   | 71   | 56   | 57   | 73   | 69   |
| Počet domů     | 24   | 24   | 24   | 24   | 24   | 23   | 25   | 30   | 27   | 24   | 21   | 19   | 29   | 29   | 31   |

## Obecní správa
Při sčítání lidu v letech 1850–1962 Strachovice byly samostatnou obcí, se kterým patřily nejprve do okresu Budějovice, ale v letech 1880–1930 v okrese Písek, posléze v roce 1950 v okrese Vodňany a od roku 1960 opět v okrese České Budějovice. Od 1. ledna 1963 do 31. března 1976 byly částí obce Záblatí v okrese České Budějovice. Od 1. dubna 1976 jsou částí obce Dříteň v okrese České Budějovice.